# خيرة السبساجية
خيرة السبساجية (رومنة: Khaira Es-Sebsajia) كانت شاعرة ومدّاحة من مستغانم في غرب الجزائر. ولدت في عام 1854، وقد ذاع صيتها في الغناء بعد إعادتها لأغاني الملحنين وكذلك نظمها للعديد من القصائد، وتوفيت عام 1936.

## حياتها
ولدت الشيخة بمدينة مستغانم عام 1854 وهي بنت الشيخ «محمد العربي» وتربت في عائلة من إخوة ذكور تزوجت من السفساجي وكانت تتبرك بالأولياء الصالحين كالولي الصالح «سيدي عبد القادر الجيلاني».كما لها موهبة في تأليف الشعر ومدح الرسول قبل أن تتجه إلى إحياء الحفلات وممارسة فن المداحات، يشهد لها الشيخ بن حميدة من مدينة وهران كما قامت برثاء الشيخ «سيدي الحسني» من وهران بعد موته بهذه الأبيات:

## أعمالها
غنت قصائد نظمتها بنفسها مثل قصيدة «سيد الهواري»، «مول الميدة»، «سيدي عبد القادر»، وأخرى استنبطتها من قصائد الملحون التي كانت مشهورة آنذاك كقصائد لخضر بن خلوف كانت لها أغان أخرى من غير المديح الديني كأغنيتها «يا سَايَقْ الطُونُوبِيلْ» (يا سائق السيارة) و«شْعُورْهَا مَطْلُوقِينْ». وأثرت قصائدها والقصائد الشعبية الأخرى في ظهور كوكبة من الشيخات.
- الهواري سيد الملاح [8]
- مول المايدة والطريق بعيدة
- سيدي الدرك عليك
- مول الكاف الجيلالي

## وفاتها
توفيت الشيخة عام 1936 م بمدينة مستغانم بعد كرست نفسها للفن والترفيه عن المرأة الجزائرية التي كانت تعاني من المعانات والغبن.

## كتب عنها
- (بالفرنسية) بلحافاوي محمد «خيرة، السبساجية في الأدب الشفوي» (بالفرنسية: Khaira, Es- Sebsajia dans Littérature orale)‏، فعالية المائدة المستديرة، الجزائر، ديوان المطبوعات الجامعية [الفرنسية]، يونيو 1979.